# Thymoites praemollis
Thymoites praemollis es una especie de araña araneomorfa del género Thymoites, familia Theridiidae. Fue descrita científicamente por Simon en 1909.
Habita en Vietnam.